# جون أونغر
جون أونغر (بالإنجليزية: John Unger)‏ هو سياسي أمريكي، ولد في 24 يناير 1969 في مرتينسبورغ في الولايات المتحدة. حزبياً، نشط في الحزب الديمقراطي. وقد انتخب عضو مجلس ولاية فيرجينيا الغربية.